# Dammartin-sur-Meuse
Dammartin-sur-Meuse är en kommun i departementet Haute-Marne i regionen Grand Est (tidigare regionen Champagne-Ardenne) i nordöstra Frankrike. Kommunen ligger i kantonen Val-de-Meuse som tillhör arrondissementet Langres. År 2022 hade Dammartin-sur-Meuse 203 invånare.

## Befolkningsutveckling
Antalet invånare i kommunen Dammartin-sur-Meuse
| Referens: INSEE |